# Campionati canadesi di sci alpino 1974
I Campionati canadesi di sci alpino 1974 si disputarono a Magog; furono assegnati i titoli di discesa libera, slalom gigante e slalom speciale, sia maschili sia femminili, e di combinata femminile.

## Risultati

### Uomini

#### Discesa libera
| Pos. | Atleta     | Nazione |
| ---- | ---------- | ------- |
| 1    | Gary Aiken | Canada  |
| 2    | ?          | ?       |
| 3    | ?          | ?       |

#### Slalom gigante
| Pos. | Atleta          | Nazione |
| ---- | --------------- | ------- |
| 1    | Alain Cousineau | Canada  |
| 2    | ?               | ?       |
| 3    | ?               | ?       |

#### Slalom speciale
| Pos. | Atleta      | Nazione |
| ---- | ----------- | ------- |
| 1    | Phil Graves | Canada  |
| 2    | ?           | ?       |
| 3    | Dave Irwin  | Canada  |

### Donne

#### Discesa libera
| Pos. | Atleta      | Nazione     |
| ---- | ----------- | ----------- |
| 1    | Betsy Devin | Stati Uniti |
| 2    | ?           | ?           |
| 3    | ?           | ?           |
| 4    | ?           | ?           |

#### Slalom gigante
| Pos. | Atleta         | Nazione |
| ---- | -------------- | ------- |
| 1    | Betsy Clifford | Canada  |
| 2    | ?              | ?       |
| 3    | ?              | ?       |

#### Slalom speciale
| Pos. | Atleta         | Nazione |
| ---- | -------------- | ------- |
| 1    | Betsy Clifford | Canada  |
| 2    | ?              | ?       |
| 3    | ?              | ?       |

#### Combinata
| Pos. | Atleta        | Nazione |
| ---- | ------------- | ------- |
| 1    | Kathy Kreiner | Canada  |
| 2    | ?             | ?       |
| 3    | ?             | ?       |